# Autostrade di Singapore

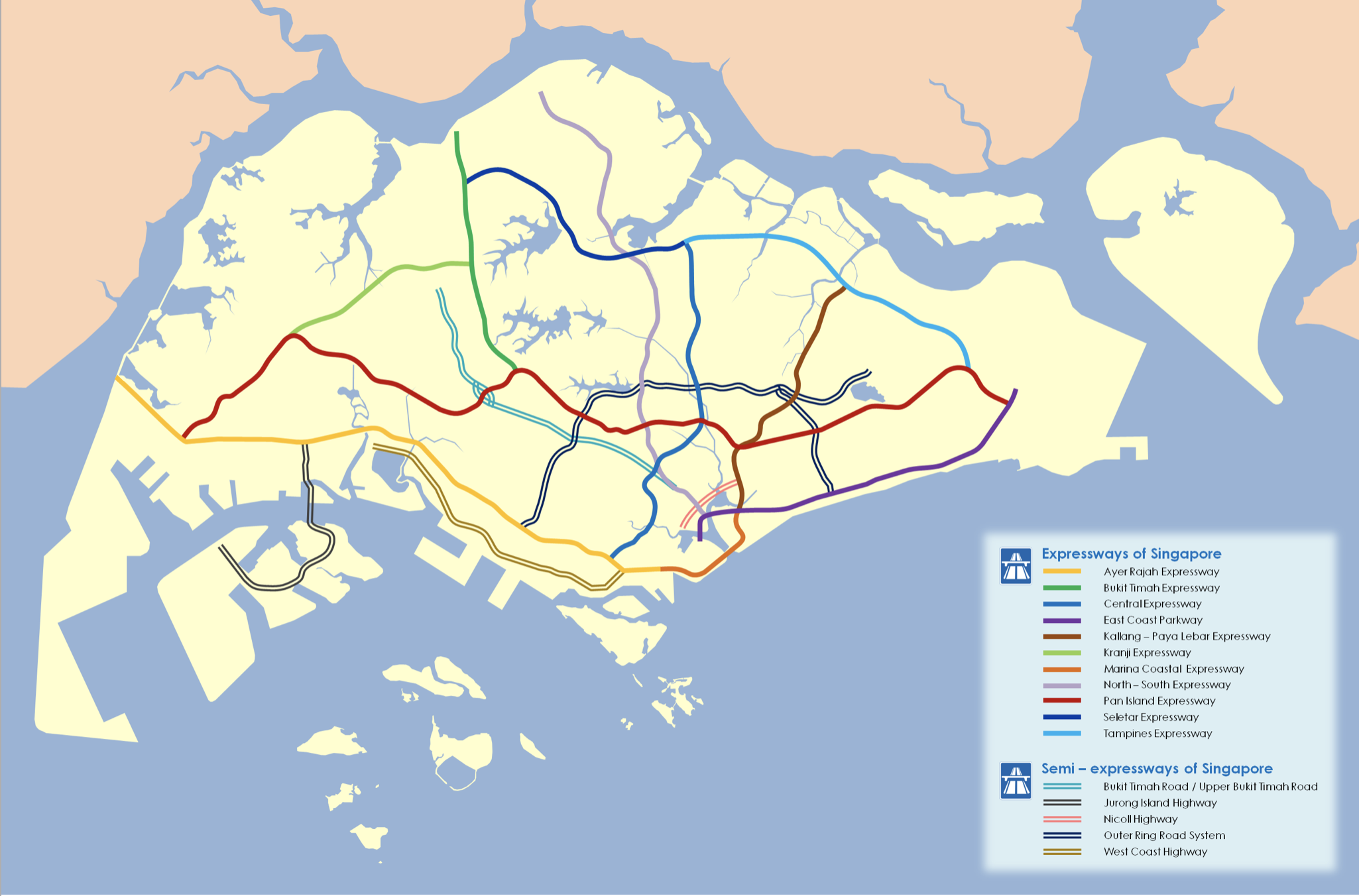
Rete delle autostrade e semi-autostrade di Singapore

Le autostrade di Singapore (in inglese Expressways of Singapore, in cinese 新加坡的快速公路 Xīnjiāpō de kuàisù gōnglù, in malese Rangkaian Lebuhraya Singapura) sono una rete di undici strade per il collegamento rapido delle diverse aree urbane della città di Singapore.
Sono strade a doppia carreggiata con svincoli di entrata e uscita e hanno tre o quattro corsie per senso di marcia, che possono diventare due o cinque in prossimità di alcune intersezioni.
La costruzione della prima autostrada, la Pan Island Expressway, è iniziata nel 1966. Nel 2014 la rete comprende 163 chilometri complessivi di autostrade.
|    | Nome                          | Sigla | Anno di apertura | Lunghezza | Uscite terminali                                          | Note |
| -- | ----------------------------- | ----- | ---------------- | --------- | --------------------------------------------------------- | --- |
| 1  | Pan Island Expressway         | PIE   | 1966             | 42,8 km   | Aeroporto di Singapore-Changi, ECP Tuas, AYE              | La più lunga e vecchia autostrada di Singapore. |
| 2  | Ayer Rajah Expressway         | AYE   | 1988             | 26,5 km   | Keppel Tuas Checkpoint, Tuas Second Link                  | Scollegata dalla ECP dal 29 dicembre 2013. Collegata alla MCE dal 29 dicembre 2013 |
| 3  | North–South Corridor          | NSC   | (2023)           | 21,5 km   | Admiralty Road West ECP, Republic Avenue e Nicoll Highway | La costruzione è iniziata nel 2017 dopo una riprogettazione. Il completamento è previsto per il 2023. Nelle intenzioni, sarà il primo corridoio di trasporto integrato con linee di autobus e piste ciclabili. |
| 4  | East Coast Parkway            | ECP   | 1974             | 20 km     | Aeroporto di Singapore-Changi, PIE Marina Boulevard       | Non più collegata alla AYE dal 29 dicembre 2013, con l'apertura della MCE. La parte tra il ponte Benjamin Sheares e il Central Blvd è stata declassata a strada a quattro corsie, mentre il tratto tra il Central Blvd e Prince Edward Road è stata rimosso per consentire l'espansione urbana di un nuovo quartiere. |
| 5  | Central Expressway            | CTE   | 1989             | 15,8 km   | SLE AYE                                                   | Questa autostrada ha due tunnel, il Kampong Java Tunnel e lo Chin Swee Tunnel. Si congiunge con la SLE |
| 6  | Tampines Expressway           | TPE   | 1989             | 14 km     | SLE, CTE PIE Upper Changi Road East                       | |
| 7  | Kallang-Paya Lebar Expressway | KPE   | 2008             | 12 km     | MCE, ECP TPE                                              | È uno dei più lunghi tunnel di Singapore. |
| 8  | Seletar Expressway            | SLE   | 1990             | 10,8 km   | BTE, Turf Club Ave CTE                                    | Si congiunge con la CTE |
| 9  | Bukit Timah Expressway        | BKE   | 1986             | 10 km     | PIE Woodlands Checkpoint, Johor–Singapore Causeway        | |
| 10 | Kranji Expressway             | KJE   | 1994             | 8 km      | BKE PIE                                                   | |
| 11 | Marina Coastal Expressway     | MCE   | 2013             | 5 km      | AYE Tanjong Rhu, KPE                                      | La prima autostrada sottomarina di Singapore. |